# Compartimentos procariotas

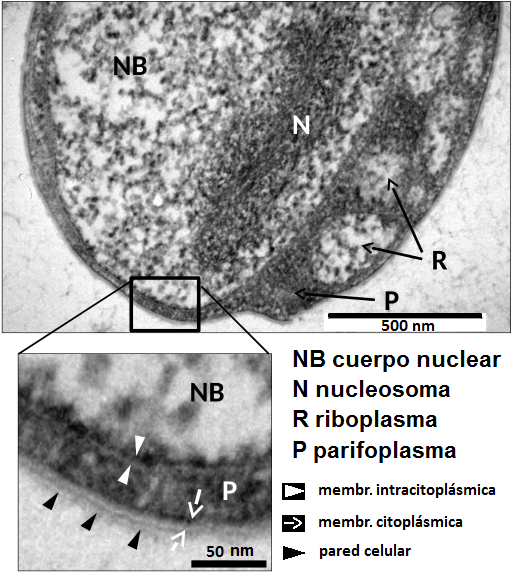
Bacteria Planctomycetes Gemmata obscuriglobus mostrando varios compartimientos, incluyendo el nuclear.

En microbiología, los compartimentos procariotas son estructuras propias de las células procariotas, rodeadas de una membrana biológica y capaces de realizar una actividad bioquímica específica, al igual que sus contrapartes en células eucariotas. Tradicionalmente se ha considerado que una de las principales diferencias estructurales entre eucariotas y procariotas es que las segundas no tienen estos orgánulos. Sin embargo, gracias a los avances en los estudios de micrografía, como la tomografía en frío (CET, del inglés de cryo-electron tomography), microscopía electrónica de fraccionamiento en frío (FFEM, del inglés freeze-fracture electron microscopy), así como en métodos más eficientes para fijar y analizar muestras celulares con la mayor resolución y la menor perturbación posible (como sería en el caso del fraccionamiento bioquímico) cada vez se acumula más evidencia que permite identificar con un mayor nivel de detalle compartimentos en procariotas que parecen tener el propósito de resguardar o llevar a cabo ciertos tipos de tareas especializadas, como por ejemplo la catálisis de metabolitos en condiciones físico-químicas especiales.

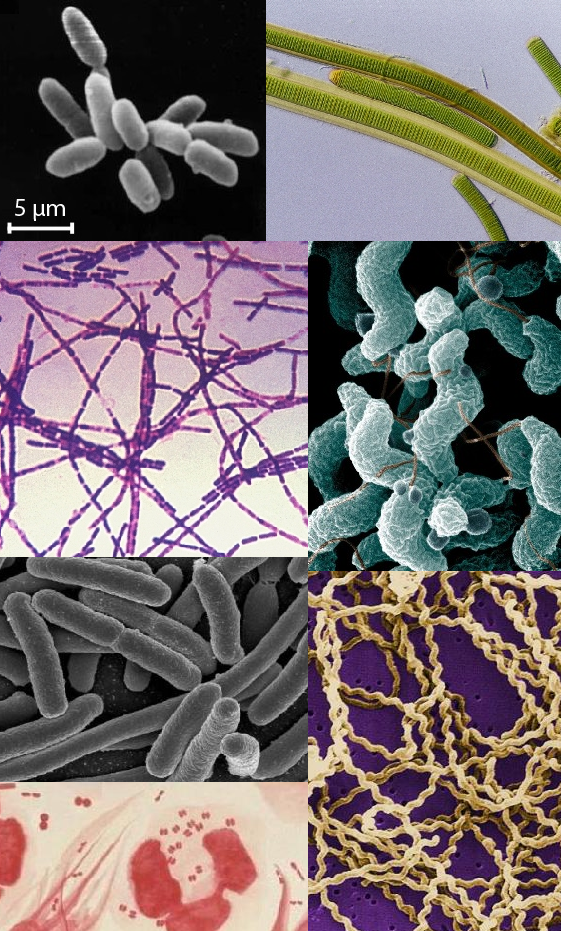
Células procariotas.

Después de años de investigación se han identificado una gran cantidad de compartimentos con propiedades muy diversas por lo que todavía es común encontrar la palabra “inclusión citoplasmática” como un término que hace alusión a la gran diversidad de compartimentos, independientemente de su función.

## Clasificación de los compartimentos
Los compartimentos suelen clasificarse en la literatura científica, sobre la base de:
- El tipo de cobertura que les aísla del medio intracelular,
- Su función primaria.[1][4][nota 1]

### Función primaria
De acuerdo a su función primaria pueden listarse tres categorías:
- Compartimentos que actúan como maquinaria metabólica,
- Compartimentos que participan en la motilidad celular,
- Compartimentos que actúan como almacenes metabólicos.

### Cobertura
El tipo y/o composición de la cobertura del compartimento es la otra característica que suele tomarse en cuenta para la clasificación de los mismos de acuerdo con la definición de Murat et al de 2010, Bajo este esquema, la clasificación es en dos grandes grupos:
- Primera están las estructuras rodeadas o compuestas por una envoltura proteica o por una monocapa de lípidos unidos a proteínas estructurales.[2][1][5] Ejemplos comunes de este tipo son los carboxisomas y las vacuolas de gas que se encuentran en las Cianobacterias.[1][5]
- Segunda, están las estructuras rodeadas por una membrana o bicapa lipídica, consideradas como remanentes del sistema de endomembranas Eucariontes, como el Retículo endomplásmico.[1]

### Orígenes
Vale la pena notar que algunos autores consideran que los compartimentos u organelos producto de algún evento de endosimbiosis o transferencia horizontal podrían fungir como un tipo especial de estructuras o compartimentos; sin embargo, no se ha podido llegar a un consenso al respecto, y por el momento, aún los compartimentos que pudiesen haber surgido por alguna de las formas mencionadas, también son incluidos en alguna de las categorías ya mencionadas.
Independientemente del debate, es evidente que algunas de las características estructurales de los compartimentos Procariontes mantienen una notable similitud con los de Eucariontes, a tal grado que se ha podido establecer un origen común (Homología de secuencias) entre las proteínas que conforman algunos compartimentos celulares, como los carboxisomas. Así, el estudio detallado a nivel estructural de una cantidad representativa de proteínas que son comunes en estos sistemas, ha dejado al descubierto el posible origen común de una gran cantidad de éstas estructuras. El estudio de los detalles de tales coincidencias (arquitectura similar, mecanismos bioquímicos compartidos, etc.) ha puesto en marcha el interesante estudio de éstos temas, pues podrían existir interesantes aplicaciones biotecnológicas derivadas del conocimiento obtenido.

## Descripción de los compartimentos celulares en Procariontes
A continuación mencionamos algunas de las características de los compartimentos, organelos, o inclusiones celulares Procariontes para los que existe mayor información en la literatura.

Para la descripción de los compartimentos en este artículo, se ha hecho una división de los mismos de acuerdo al tipo de función celular que llevan a cabo. Las agruparemos en:
1. Estructuras rodeadas por proteínas,
2. Estructuras que contribuyen a la orientación y localización celular,
3. Estructuras de almacenaje de metabolitos e intermediarios metabólicos.

Esperamos que esta división facilite un poco la comprensión general de sus características distintivas a nivel general. Para detalles más completos sobre las estructuras descritas, favor de revisar el trabajo de Shively 1974, Shively et al 2009, Shively 2006, Murat et al 2010, las citas referenciadas dentro de éstos trabajos y las que se utilizaron como referencia para la elaboración de distintas partes de este escrito.

### Estructuras rodeadas por proteínas
Los compartimentos rodeados por proteínas suelen formar poliedros regulares con un diámetro de aprox. 90-150 nm que consisten de una cobertura o envoltura proteica de un espesor de aprox. 3-4 nm, en las que, con frecuencia, contienen un núcleo de enzimas metabólicamente funcionales que generalmente realizan funciones catalíticas específicas. Basados en evidencia de la literatura, se cree que son funcionalmente análogos a los compartimentos Eucariontes.
Este tipo de estructuras se han clasificado en siete grupos, dependiendo del tipo de enzimas que contengan; sin embargo, todavía no se han elucidado los detalles finos de las rutas metabólicas en las que participan, así como la importancia relativa con respecto al metabolismo celular de las células que les contienen.
Como ya hemos mencionado, además de su forma geométrica distintiva, un aspecto central de este tipo de estructuras es que se ha reunido evidencia que parece confirmar que existen, al menos, un par de familias de genes que son requeridos para su formación. La primera familia codifica para los componentes proteicos de la envoltura, mientras que las proteínas codificadas por la segunda familia no se han podido identificar como parte de la estructura interior o exterior de los microcompartimentos, por lo que su función y/o papel en la formación de éstos aún es desconocida. Algo notable es que se ha postulado que éstas estructuras proteicas requieren de un mecanismo para transportar e internalizar moléculas (metabolitos, proteínas), así como las enzimas que se requieren para realizar su metabolismo; sin embargo, cuáles son estos mecanismos o cómo es que funcionan todavía es desconocido, y es aquí que algunos autores proponen que podrían estar participando la segundo familia de proteínas que todavía no se han podido identificar en la estructura de algunos de los microcompartimentos.

#### Carboxisomas
Son compartimentos identificados originalmente en Cianobacterias. Ahora se sabe que se encuentran también en una gran cantidad de bacterias quimioautótrofas. El nombre de estos compartimientos proviene de los estudios en los que se confirmó que el lumen de esta estructura está llena de la enzima RuBisCO, que es clave en el matabolismo autótrofo del carbón. La identificación de las familias de genes que producen las proteínas conservadas para la construcción de estas estructuras también fue hecha bajo el estudio de los carboxisomas. La caracterización y secuenciación parcial de estas proteínas llevó a la identificación de las mismas en los genomas completos de diversos Procariontes.
La importancia de los carboxisomas podría radicar en la necesidad que tienen una gran cantidad de bacterias quimioautótrofas de acumular CO2 para poder fijar carbono. En experimentos efectuados en bacterias incapaces de producir carboxisomas se ha observado la limitada capacidad de tales organismos para sobrevivir en concentraciones ambientales de carbono, así que se propone que el carboxisoma es importante a manera de mantener alta la concentración de CO2 y aumentar la eficiencia de la RuBisCO, al mismo tiempo que, encerrando y concentrando la enzima se puede disminuir la inhibición de la misma por parte del oxígeno.

#### Anammoxosomas
Los anammoxosomas son estructuras únicas en las que se lleva a cabo el metabolismo “anammox”, que es la oxidación anaerobia del amonio, hasta ahora, un metabolismo quimilitotrófico usualmente autótrofo solo identificado en planctomicetos anaerobios. La importancia de los anammoxosomas radica en que es el sitio dentro de la célula en donde se lleva a cabo este importante ciclo metabólico de gran importancia ambiental, pues implica la utilización y reciclaje del nitrógeno ambiental N2.
El anammoxosoma contiene, al menos, una enzima especializada, una hidracina oxidoreductasa, importante en el metabolismo annamox. El anammoxosoma está envuelto en un tipo de lípidos denominados ladderanos (ladderanes), que provocan la impermeabilidad de la membrana de este compartimento. Importante desde un punto de vista evolutivo, los ladderanos pueden estar configurados por dos tipos de uniones, ya sea en forma ether o éster. Las propiedades de la envoltura lipídica de los anammoxosomas parece estar asociada a cierto tipo de funciones importantes, como protección contra algunas moléculas tóxicas intermediarias del metabolismo annamox, además de ser el sitio de anclaje para una ATP-Sintetasa, que se encarga de la producción de bioenergía a partir del gradiente de protones generado por el metabolismo annamox.

#### Clorosomas

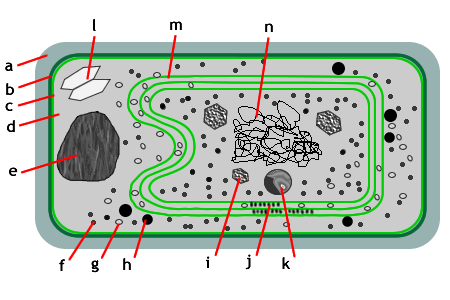
Procariota ideal. Estructura interna. a. Membrana celular
b. Capa de peptidoglucanos
c. Membrana plasmàtica
d. Citoplasma
e. Gránulo de cianoficina
f. Ribosoma
g. Gránulo de glicógeno
h. Cuerpos lipídicos
i. Carboxisoma
j. Ficobilisoma
k. Gránulo de polifosfat
l. Vacuola gasífera
m. Tilacoide
n. Nucleoplasma.Corte Dibujo esquemático.

Los clorosomas son sacos que contienen grandes cantidades de pigmentos fotosintéticos en todas las bacterias verdes del azufre dentro del phylum Chlorobi y algunas representantes del género Chloroflexi. El tamaño y capacidad para aprovechar la energía lumínica que tienen los clorosomas, permiten que las bacterias verdosas sobrevivan aun en condiciones de baja intensidad lumínica, realizando la fotosíntesis anoxigénica, en comparación con otros organismos fotótrofos.
Los clorosomas están envueltos por una capa que contiene una gran cantidad de glucolípidos. Los clorosomas contienen proteínas asociadas (de acuerdo al género del organismo, pueden ser 4 o hasta 9), de las cuales CsmA es la proteínas más abundante y conservada. Mediante experimentación con mutantes, se ha demostrado que es indispensable para la formación del Clorosoma, aunque otras proteínas que también participan, como CsmA, CsmC, CsmD y CsmH, podrían estar participando en la determinación de la forma y el tamaño del compartimento .
Algunos organismos, como Chlorobaculum tepidum poseen entre 200 y 250 clorosomas tienen una longitud de entre 110-200 nm y 40-60 nm de diámetro, por lo que son capaces de sobrevivir en condiciones en las que, por día, solo absorben unos cuantos fotones.

#### Ficobilisomas
Los Ficobilisomas también son compartimentos cianobacterianos que contienen pigmentos fotosintéticos que absorben energía lumínica para utilizarla en la fotosíntesis y producir energía. Los ficobilisomas se encuentran en Cianobacterias y algas rojas, varían en forma y tamaño, y los más grandes se encuentran siempre en Algas rojas. Están muy asociados a la membrana fotosintética y contienen una proteína denominada ficobiliproteína que absorbe energía en el espectro visible.
Las ficobiliproteínas consisten en cromatóforos unidos entre sí mediante proteínas interconectadoras conocidas como apoproteínas de un tamaño medio de entre 30 y 33 kDa. Los cromatóforos de los ficobilisomas siempre poseen residuos de cisteína. Las ficobiliproteínas más comunes son la ficocianina (pigmento naranja), la aloficocianina (rojo) y la ficoeritrina (verde), aunque también existen otras que absorben en otros espectros de la luz visible.

#### Proteosomas
Los proteosomas son estructuras que contienen y agrupan proteasas que están presentes en los tres dominios. En estas estructuras se controla la abundancia de péptidos, se degradan proteínas sobrantes, así como aquellas que no se han plegado correctamente o que se han desnaturalizado. Las proteínas que han sido “marcadas” para hidrólisis también llegan a estos compartimentos. Interesantemente, los proteosomas Bacterianos consisten principalmente de una partícula proteica que por su valor de sedimentación se designa como proteasa 20S o 20S CP. Las proteasas CPs son complejos proteicos cilíndricos con aprox. 15 nm de longitud y 11 nm de ancho. Está formada del agrupamiento de cuatro anillos heptaméricos con una disposición espacial conservada. Los anillos heptaméricos están constituidos por dos tipos de proteínas, las de tipo “alfa”, que sirven de soporte, y las “beta”, que son subunidades que llevan a cabo la degradación proteíca de los polipéptidos que entran a la partícula 20S. Aunque la complejidad de la partícula 20S es dependiente del organismo, la estructura general se encuentra presente en Arqueas, Eucariontes y algunos actinomicetos (Bacteria).
La concentración de hasta catorce sitios activos dentro de los CPs parece garantizar la degradación activa, continua y en paralelo de la mayoría de los polipéptidos de tamaño medio (3 a 24 aminoácidos), por lo que se sospecha que las proteínas más grandes solo podrían entrar parcialmente desnaturalizadas. Los anillos proteícos más exteriores del complejo 20S (conformados por proteínas tipo “alfa”) poseen regiones que tienen funciones reguladoras controladas por otros complejos proteicos. Además de la regulación activa por parte de otros péptidos, la estructura en forma de cámara cilíndirica hueca de los 20 CPs podría tener el propósito de proteger a la célula de la degradación inespecífica o errónea de proteínas.

### Estructuras que contribuyen a la orientación/localización celular

#### Magnetosomas

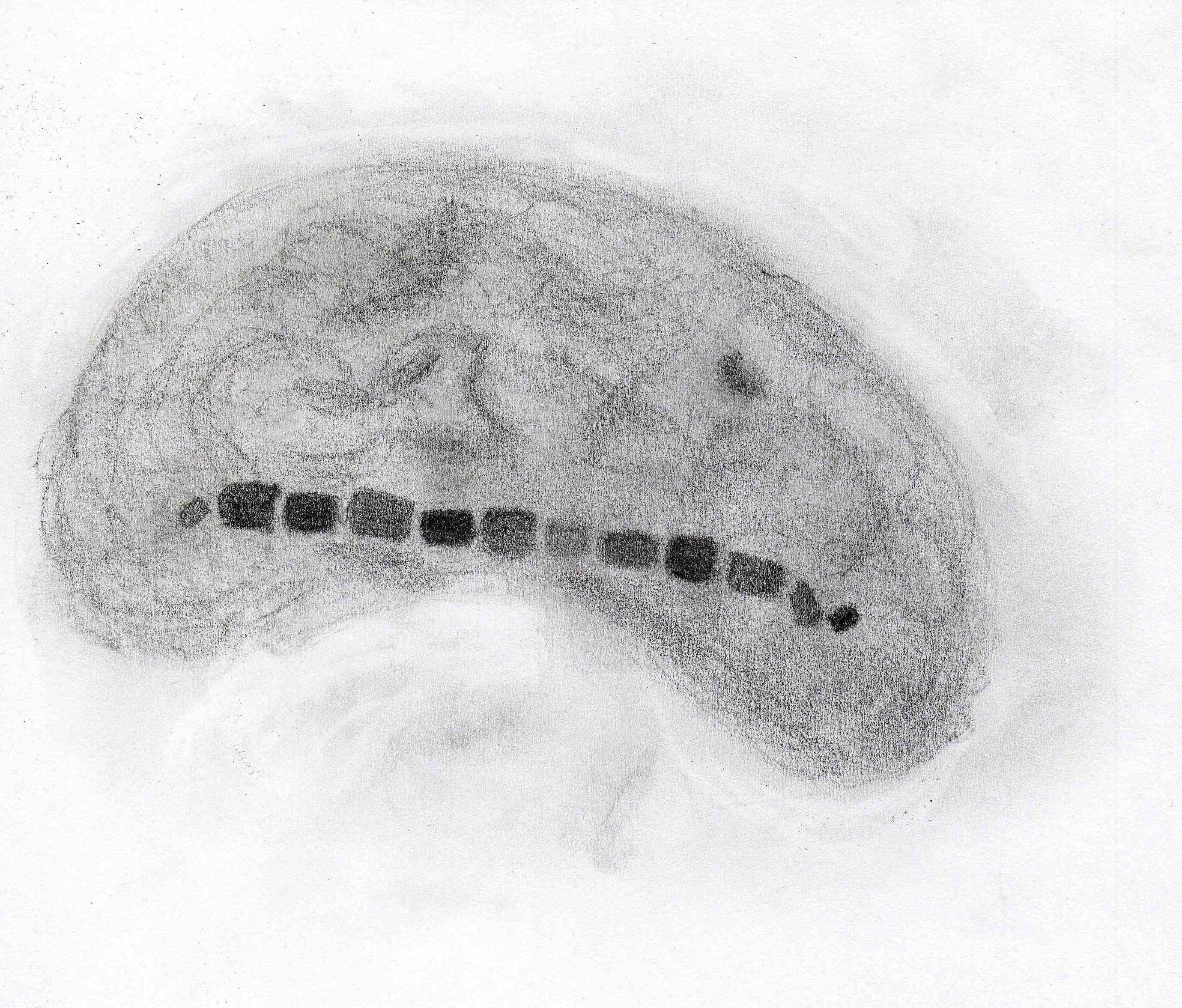
Dibujo a mano de una cadena de Magnetosomas dentro de una Bacteria magnetotáctica del género Vibrio. La imagen original se encuentra en el trabajo: Shively, JM., 2009. Intracellular structures of prokaryotes: Inclusions, compartments and assemblages. Encyclopedia of Microbiology. pp. 404-424. Oxford: Elsevier. El dibujo se presenta con un fin puramente ilustrativo y sin fines de lucro.

Los magnetosomas son estructuras que sirven para la orientación en bacterias denominadas como magnetotácticas, aunque no son las únicas, pues los magnetosomas también se encuentran en bacterias Gram-negativas, así como en varios grupos representativos de las proteobacterias, como las alfa, delta y gamma, así como en el phylum Nitrospira. Estos compartimentos consisten de cristales de fierro magnético mineral encerrados dentro de una bicapa lipídica asociada a proteínas. Aproximadamente 20 proteínas que podrían estar participando en la formación del magnetosoma, como Mam (que forma la membrana), Mms (que está asociada a la membrana y podría participar en el proceso de mineralización) y Mtx (que participa en el movimiento guiado, o magnetotaxis) han sido identificadas. Los genes para las mismas forman una isla genómica que se presenta con frecuencia en un grupo grande de bacterias (aunque, principalmente magnetotácticas) por lo que existe la propuesta que esta isla genómica es producto de transferencia horizontal de genes.
Aunque no es bien conocida la función de las proteínas que componen a los magnetosomas, algunos experimentos han confirmado la importancia estructural de algunas de ellas. Por ejemplo, hay evidencia de que las proteínas MamJ y MamK están involucradas en el ensamble y estabilización de la cadena de magnetosomas. Así, MamJ se une a todos y cada uno de los magnetosomas que componen la cadena mediante una estructura de andamiaje análoga al citoesqueleto, llamada el filamento del magnetosoma, que está compuesto por la proteína MamK. Así, estas dos proteínas se asocian para mantener la estructura característica de los magnetosomas hacia el interior de la célula.
Los magnetosomas son muy distintivos ya que tienen una morfología peculiar, pues se encuentran en un arreglo espacial similar al de una cadena, por lo que confieren de polaridad megnética a la célula, y con eso se pueden orientar y migrar hacia y a lo largo de líneas de campo magnético, que es un fenómeno conocido como magnetotáxis. La magnetotáxis le permite a la bacteria orientarse en ambientes acuáticos estratificados, como lo son los sedimentos marinos (Shively et al 2009, Murat et al 2010).
En su interior, los magnetosomas contienen cristales ferromagnéticos de distintas formas. Los cristales son sintetizados bajo un estricto control de regulación genética para llevar a cabo la biomineralización en las vesículas de la membrana del magnetosoma, que a su vez se forman producto de invaginaciones de la membrana citoplasmática de la bacteria.

#### Vesículas gaseosas
Son estructuras proteicas que están llenas de gas. Se encuentran en distintos grupos de bacterias; principalmente fotótrofas, pero también heterótrofas, además de arqueas, como las halófilas y metanógenas.
Estos compartimentos gaseosos facilitan la flotabilidad de la célula y el “anclaje” en determinada zona, en la que las condiciones podrían ser óptimas para el crecimiento. Estos compartimentos, son fácilmente visibles al microscopio electrónico. Son circulares o con forma ovalada extendida. Interesantemente, las vesículas de gas no son almacenes de gases (como O2 o N2); por el contrario, funcionan manteniendo un equilibrio de difusión gaseosa muy fino entre las mismas y el citoplasma. Las vesículas de gas, aunque resistentes, pueden reventarse si se aplica suficiente presión. La vesícula está compuesta únicamente de proteínas, no hay lípidos o carbohidratos que intervengan en su estructura. La proteína que se encuentra en mayor proporción es una pequeña, de 7-8 kDa, la GvpA, que es una de las proteínas más hidrofóbicas conocidas. Con ayuda de las interacciones hidrofóbicas que surgen de múltiples asociaciones entre proteínas GvpA. La fuerza de las interacciones hidrofóbicas entre este tipo de proteínas determina que las vesículas de gas sean muy resistentes a la solubilización por detergentes. Aunque es posible que moléculas de agua entren a las vesículas, el ambiente altamente hidrofóbico hacia el interior de las mismas no favorece la acumulación de la misma.
Como un dato que vale la pena mencionar, las vesículas de gas parecen ser inducibles. Esto es, en cianobacterias, condiciones de oscuridad parecen favorecer la aparición de estos compartimentos, mientras que condiciones de luz parecen tener un efecto contrario. En arqueas halófilas, concentraciones salinas menores al 17% o condiciones anaerobias parecen, igualmente, reprimir la producción de las vesículas.

### Estructuras de almacenaje de metabolitos e intermediarios metabólicos.

#### Acidocalcisomas
También llamados gránulos de polifosfato, los ácidocalcisomas son organelos esféricos, de un tamaño de entre 15 y 200 nm en diámetro rodeados de una membrana que tienen una amplia distribución filogenética (desde Bacterias a Eucariontes) cuya función es la acumulación de polifosfatos, que consta de una cadena de fósfato inorgánico unidos entre sí por enlaces fosfoanhídridos, así como de cationes, como calcio, magnesio, sodio, zinc, así como cationes metálicos pesados que usualmente se encuentran en el ambiente, por lo que podrían tener un papel como detoxificadores. Los ácidocalcisomas fueron renombrados por las propiedades que exhiben en parásitos Eucariontes, algas verdes y algunos otros organismos. En ellos se encontró que los ácidocalcisomas poseen, asociada a la membrana, una bomba de protones.
En Bacterias, la movilización del polifosfato es gracias a enzimas asociadas a membrana que catalizan la síntesis y degradación del poli P. Estas enzimas se han identificadas como Poli P-Cinasas (PPKs), que sintetizan poli P catalizando la transferencia de residuos de fósforo obtenidos de ATP y exopolifosfatasas (PPXs), que rompe la cadena de polifosfatos.
Por las moléculas que almacenan, los polifosfatos están asociados a la bioenergética y reciclaje celular. Al ser reservorios de este importante tipo de moléculas energéticas, mediante experimentación en Bacterias carentes de ácidocalcisomas se encontró que éstos son muy importantes en la formación de la membrana celular, regulación y control transcripcional, regulación enzimática, respuestas de estrés, así como a la manutención de bombas y canales de intercambio catiónico.

#### Glóbulos de Azufre
Algunas Bacterias pueden acumular azufre de forma adyacente a la pared celular en forma de glóbulos insolubles de forma temporal durante la oxidación de compuestos que le contienen (como en la acumulación después de la oxidación del tiosulfato). Las Bacterias que más comúnmente llevan a cabo esto son las quimiótrofas o las bacterias fotótrofas oxidadoras del azufre, incluyendo a las Bacterias del género Beggiatoa y Thioploca, dos de las más grandes conocidas.En algunos casos, la acumulación de azufre no es interna, sino externa, pues el azufre se libera al medio. En los casos en los que la acumulación no es interna, la localización no es siempre en el mismo sitio y puede variar significativamente, aun cuando los glóbulos de azufre son grandes, de hasta 2 mm de diámetro y fácilmente reconocibles aún al microscopio óptico pues reflejan con facilidad la luz.
En algunos casos, los glóbulos de azufre están rodeados por una envoltura proteica de una sola capa, con un espesor aproximado de 2-5 nm o ser pentalaminares, en cuyo caso, el espesor puede llegar a los 14 nm. En Bacterias Púrpuras del azufre, la envoltura consiste en tres distintas proteínas altamente hidrofóbicas de 8.5 a 10.5 kDa. En la Bacteria Allochromatium vinosum, la carencia de dos de los genes para tales proteínas, SgpB y SgpC le impide formar glóbulos, e incluso, oxidar azufre.
Interesantemente, estas proteínas parecen ser sensibles a los colorantes y químicos empleados en la fijación de muestras durante la microscopía electrónica de transmisión, así que con frecuencia los glóbulos de azufre no se han podido reportar in vivo.

#### Reservas de Glucógeno
Este tipo de inclusiones se han observado en un gran número de especies Bacterianas, incluyendo Cianobacterias y Proteobacterias. Muchas bacterias acumulan glucógeno cuando hay abundancia de carbono y energía por encima de los requerimientos de crecimiento, así que es característica de etapas de poco crecimiento o en fase estacionaria. La molécula de glucógeno bacteriano es muy similar al glucógeno que emplean los mamíferos. Estas moléculas se acumulan en compartimentos citoplasmáticos abiertos, que pueden ser muy grandes (de 20 a 100 nm de diámetro) o estar dentro de una membrana. Las inclusiones ya contienen todas las enzimas necesarias para llevar a cabo la síntesis de este compuesto.
El glucógeno es una cadena ramificada compuesta de alfa-D-glucosa. Los enlaces glucosídicos principales son alfa-1,4, cada intervalo de entre 8 y 10 residuos enlazados en esta forma, hay uno enlazado en posición alfa-1,6, que es lo que se conoce como una ramificación. Una molécula de glucógeno puede llegar a tener un peso molecular de 100 a 110 kDa. La síntesis de glucógeno ocurre a partir de la molécula adenosina difosfato-glucosa (ADP-Glc) mediante la actividad catalítica de la glucógeno sintetasa.
A pesar de la eficiencia energética del glucógeno, muchas bacterias solo lo acumulan cuando hay deficiencias de elementos como nitrógeno, fosfato o azufre, por lo que la viabilidad de la bacteria no es impactada de forma negativa en aquellas cepas a las que se les ha restringido o eliminado la capacidad de biosintetizar glucógeno o acumularlo (Preiss 2006, Shively et al 2009).
La producción de glucógeno está regulada alostéricamente por un paso que controla la formación de la molécula intermediaria, ADP-Glc por la ADP-GLc-pirofosfatasa. Los genes involucrados en el mecanismo general han sido identificados formando una agrupación continua de dos operones.

#### Gránulos de Polihidroxialcanoato
Los gránulos de Polihidroxialcanoato (PHA) son abundantes, y se han descrito en una gran cantidad de Bacterias pertenecientes a diferentes géneros. Los compartimentos con gránulos de PHA posiblemente sean las formas de almacenaje energético y de carbón más frecuente en Bacterias. La acumulación de PHA se da cuando hay una acumulación estable o excesiva de carbón, cuando hay limitaciones de nutrientes y/o de oxígeno. El poli-3hidroxibutirato (PHB) es el polihidroxialcanoato más común y es el que se ha estudiado con mayor detalle.
En Ralstonia eutrofa y otras Bacterias, se han encontrado los genes responsables de la formación de los gránulos de PHA. El conjunto de genes constituyen el operón phaCAB. La formación de los gránulos sucede cuando un PHA sintetasa que se encuentra en el citoplasma, comienza la síntesis y permanece covalentemente unida a la cadena de poliéster que comienza a crecer. Micelas anfifílicas compuestas por PHB se unen a la superficie de la PHA sintetasa, y así, el polímero hidrofóbico que forma el núcleo del gránulo comienza a formarse. A pesar de esto, se sabe que varias enzimas inespecíficas son clave en la biosíntesis de PHA, pues se sabe de varias rutas metabólicas capaces de producirlos.

#### Gránulos de Triacilglicerol y ésteres de ácidos grasos (Wax Ester Granules)
Los trioxoésteres de glicerol (TAG), los ácidos grasos de cadena larga y los oxoésteres de alcohol y ésteres de ácidos grasos, ambos de cadena larga (WE), también pueden ocurrir y almacenarse en forma de gránulos insolubles en el citoplasma, aunque son menos frecuentes que los PHA en términos de almacenaje de carbón y energía. Los gránulos de TAG y WE sirven predominantemente como reservas de lípidos en diversas Bacterias. La acumulación de TAG y WE ocurre durante el crecimiento en condiciones limitantes de nitrógeno. Los gránulos de TAG se han descrito en Actinomicetales, como Actinomyces sp., Arthrobacter sp., Mycobacterium sp., incluyendo a Mycobacterium tuberculosis. Aunque la acumulación no es tan significativa, los gránulos si se han observado y descrito. Por el contrario, los gránulos de WE son más comunes y se encuentran en más especies bacterianas, como Corynebacterium, Micrococcus, Moraxella, Mycobacterium y Nocardia. De forma similar que con los PHA, los WE no se almacenan de forma exclusivamente intracelular. Notoriamente, ni los TAG ni los WE se han reportado en ningún contexto en Arqueas.
Se encontró que la enzima éster/acetilCoA:diacilglicerol transferasa (WE/DGAT) también conocida como atf cataliza el paso final en la síntesis de TAG y WE. Dado que cepas mutantes para la enzima son parcialmente o completamente incapaces de sintetizar ninguno de los dos tipos de lípidos, se le considera la enzima clave del proceso. Esta enzima es única de Bacterias; no se encuentra ni en Eucariontes, aun cuando sintetiza una gran cantidad de lípidos.
En las Bacterias secuenciadas en las que se ha hecho búsquedas, se han encontrado hasta siete copias (parálogos) del gen que produce atf, como lo demuestra M. tuberculosis que contiene 15 genes que codifican para proteínas homólogas de atf.

#### Gránulos de cianoficina
Cianoficina en un polímero cuya estructura está compuesta por aminoácidos que es sintetizado por una sintetasa que no es ribosomal. La polilisina y el poliglutamato son moléculas con características similares.
Cianoficina se encuentra de forma insoluble en inclusiones que no están rodeadas por una membrana en el citoplasma. Las Bacterias que acumulan y almacenan cianoficina para producir nitrógeno, carbón y energía cuando hay limitantes de crecimiento por la ausencia de algún nutriente o compuesto.
Aunque las inclusiones de cianoficina no son muy comunes, Cianobacterias y algunas Bacterias no fotosintéticas, como Acinetobacter calcoaceticus suelen sintetizar este compuesto en forma independiente de la síntesis de proteínas ribosomales.
La enzima que produce cianoficina es la cianoficina sintetasa, enzima codificada por el gen cphA. Esta enzima cataliza la adición continúa de residuos de arginina y aspartato a una cadena que sirve de ancla. La adición de los aminoácidos requiere de ATP por cada uno de los enlaces creados.
La cianoficina es degradada extracelularmente por cianoficinasas que son secretadas al medio por algunas Bacterias. Esto es necesario porque hay evidencia que las proteasas no pueden romper cianoficina.
Aunque se ha visto que algunas Bacterias, como las Cianobacterias, que crecen lento, utilizan cianoficina como metabolito intermediario para compuestos fundamentales para el crecimiento, la división celular y proliferación de las colonias aumenta considerablemente a tiempos menores. El estudio de la capacidad de la cianoficina como participante activo de la aceleración en le proceso muy posiblemente sea un incentivo para el estudio más detallado de esta molécula.

## Estudios evolutivos comparativos
Hasta el momento ya se han identificado una gran cantidad de compartimentos celulares que tienen diversas funciones. El estudio de los organelos intracelulares es de suma importancia, pues abre la posibilidad de conocer a detalle procesos celulares específicos (efectuados dentro de algún compartimento), que usualmente difieren de los que se presentan en algunos otros organismos (células Eucariontes o Arqueas). Naturalmente, la característica compartida de producir compartimentos celulares especializados nos hace pensar en la posibilidad de que el último ancestro común de las células Procariontes y Eucariontes ya tuviese tal capacidad, lo que a su vez conlleva aspectos muy importantes para el estudio del origen y evolución de la estructura de las células, pues esto implica la posibilidad de estudiar no solo el origen, sino funciones celulares complejas, adaptaciones y mecanismos de control, así como el posible surgimiento del nivel de compartimentalización celular que precedió a la aparición y divergencia de las células Eucariontes.
A pesar de las perspectivas prometedoras que el estudio detallado de la microestructura celular Procarionte está dejando, en los trabajos de Murat et al y de Diekmann y Pereira-Leal, así como en las referencias que ellos citan hay cierta cautela cuando expresan que el estudio de los organelos de Procariontes representa una manera de comprender el origen y evolución de sus contrapartes Eucariotas. Ellos advierten que tales comparaciones tienen un valor limitado, pues, además de no entender con un buen nivel de confianza los mecanismos celulares/moleculares que rigen la formación de los organelos Procariontes, aún considerando que en muchos casos ya se conocen algunos de los genes presumiblemente responsables, comienza a ser muy evidente que los Procariontes y su enorme capacidad para transferir material genético de forma horizontal impone retos y obstáculos interesantes al estudio del origen y desarrollo de la estructura celular Procarionte, pues se propone que la transferencia horizontal de islas genómicas de organelos, fenómeno que resulta aparentemente suficiente para producir algún tipo de compartimento celular, “expresarlo” y adaptarlo para realizar nuevas funciones, podría “oscurecer” los estudios evolutivos y la certeza en los resultados o evidencias encontradas. Aunque problemático, la transferencia horizontal de compartimentos entre organismos no emparentados podría, de hecho, ser hasta el momento, la mejor explicación de la distribución filogenética dispersa de algunos de los compartimentos que se presentan en algunos organismos Procariontes, ya que con frecuencia, estructuras posiblemente homólogas, pues los genes y proteínas que les componen parecen serlo se encuentran en organismos con distinta afinidad filogenética, por lo que el estudio del surgimiento y la herencia de este carácter adaptativo podría ser poco informativo en términos evolutivos.
Aun así, el estudio de la compartimentalización Procarionte es prometedor en aspectos muy importantes, como la comprensión integral de mecanismos celulares aparentemente desconectados, como se ejemplifica con el descubrimiento de proteínas que podrían ser homólogas a la actina de Eucariontes, lo que se toma como evidencia a favor de que las células Procariontes utilizan un citoesqueleto para crecer y dividirse, así como para organizar y movilizar activamente sus organelos intracelulares.
Siguiendo la misma idea, vale la pena mencionar el caso de los Planctomicetos, que son un grupo de Bacterias que nuevamente son el centro de atención, pues la evidencia acumulada respalda la hipótesis de que varios de los organelos que presentan podrían ser formas ancestrales de los compartimentos Eucariontes, ya que en el citoplasma de varias especies representantes de este grupo se muestra un nivel de compartamentalización celular muy distintivo. En los planctomicetos, el DNA está contenido en una estructura llamada nucleoide, y procesos celulares como la transcripción y la traducción están desasociados y separados por dos estructuras membranosas que en ocasiones son dobles. La primera, llamada pirelulosoma, contiene ribosomas y en general, maquinaria asociada a la transcripción, y en segunda, el parifoplasma, que se forma de unas invaginaciones de la membrana y que no posee ribosomas, pero que posiblemente sea el sitio de expresión de una proteína homóloga a la versión Eucariota que sirve para producir poros de tráfico vesicular. Esta separación citoplasmática, así como la composición inusual de las membranas que delimitan los espacios, hasta estos descubrimientos, características exclusivas de los organismos Eucariontes, mantienen de forma muy activa las hipótesis sobre la información estructural que podemos obtener de los Planctomicetes, así como de los pasos o mecanismos requeridos hacia la adopción de una reestructuración celular más compleja y coordinada, camino que se especula, fue el que siguió el ancestro más reciente a todas las células Eucariontes.